# Country folk
El country folk es un subgénero híbrido entre la música country y la folk, muy asociada con la música de cantautor y el folk rock.
Generalmente aparece como un componente del country progresivo y tiene sus raíces en las grabaciones del artista folk Bob Dylan.

## Artistas
Los siguientes artistas suelen considerarse dentro del country folk:
- The Byrds
- Rosanne Cash
- Mary Chapin Carpenter
- John Denver
- Bob Dylan
- Tom T. Hall
- Emmylou Harris
- Kathy Mattea
- Townes Van Zandt
- Gordon Lightfoot

- Steve Wariner
- Maria Tortosa
- Neil Young
- Sam Bush
- Jake Bugg
- Guy Clark
- Bobby Bare
- Hugh Moffatt
- The Common Linnets